# Ларионов, Александр Иванович
Александр Иванович Ларионов (27 декабря 1906 — 30 октября 1975) — советский военный деятель, контр-адмирал-инженер, участник Великой Отечественной войны.

## Биография
Александр Иванович Ларионов родился 27 декабря 1906 года в городе Бузулуке (ныне — Оренбургская область). В 1935 году окончил Ленинградский индустриальный институт. С того же года — на службе в Военно-морском флоте СССР. В 1939 году окончил минно-торпедный факультет Военно-морской академии имени К. Е. Ворошилова. С октября того же года служил в секретариате Народного комиссариата обороны СССР, был помощником начальника отделения, помощником начальника сектора.
С начало Великой Отечественной войны Ларионов был направлен в Ленинград, в Научно-исследовательский минно-торпедный институт, где занял должность группового инженера 1-го отдела. В декабре 1941 года был отозван из блокадного города и назначен старшим инженером 1-го отделения 6-го отдела Материально-технического управления Военно-морского флота СССР. В августе 1943 года направлен в Великобританию, где возглавил морской отдел торгового представительства при советском посольстве.
После возвращения в СССР в феврале 1947 года Ларионов получил назначение в Научно-техническую комиссию Военно-морских сил СССР, где был сначала заместителем начальника, а затем начальником минно-торпедной секции. В 1949—1952 годах занимал должности заместителя начальника, главного инженера Научно-исследовательского института № 3 в Ленинграде. С июля 1952 года служил в Материально-техническом управлении Военно-морского флота СССР, спустя два года возглавил его. Под руководством Ларионова осуществлялись масштабные научно-исследовательские и опытно-конструкторские работы в области создания новейших на тот момент образцов подводного и противолодочного вооружения для советского флота. Проводил большую работу по внедрению нового оружия на корабли. В июне 1963 года был уволен в запас. Умер 30 октября 1975 года, похоронен на Головинском кладбище Москвы.

## Награды
- Орден Красного Знамени (30 декабря 1956 года);
- 3 ордена Красной Звезды (8 марта 1945 года, 15 ноября 1950 года, 10 ноября 1958 года);
- 2 медали «За боевые заслуги» (10 ноября 1944 года, 22 февраля 1968 года);
- Медали «За оборону Ленинграда», «За оборону Кавказа» и другие медали.